# Рязанцев, Владислав Юрьевич
Владислав Юрьевич Рязанцев (род. 20 октября 1986, Ростов-на-Дону) — российский политический деятель, один из координаторов движения «Левый блок» (ранее — член организаций «Авангард красной молодёжи» (АКМ), «Левый фронт» и партии РОТ ФРОНТ).

## Биография
Родился 20 октября 1986 года в Ростове-на-Дону.
В 2005 году Рязанцев заинтересовался политикой и присоединился к молодёжному движению «Авангард красной молодёжи» (сокращённо, АКМ), являвшегося на тот момент молодёжным крылом КПСС Олега Шенина, участвовал в работе 6-го съезда АКМ. В ходе IX съезда АКМ, состоявшегося 3 мая 2009 года в Москве был избран в Исполком организации (в составе 6 человек).
С осени 2006 года по октябрь 2007 года Рязанцев, несмотря на идеологические расхождения, сотрудничал с региональным отделением оппозиционной коалиции «Другая Россия» (лидеры Гарри Каспаров, Михаил Касьянов, Владимир Рыжков, Виктор Анпилов), в частности, принимал участие в проводившихся «Другой Россией» Маршах несогласных, но не входил в неё.
В мае 2008 года Рязанцев стал депутатом учреждённой «Другой Россией»  Национальной Ассамблеи Российской Федерации  от АКМ.
В сентябре 2008 года Рязанцев поддержал идею создания Левого фронта (ЛФ), организовал региональную учредительную конференцию движения. На всероссийском учредительном съезде, состоявшемся в Москве 18 октября 2008 года он был избран в Совет и Исполнительный комитет «Левого фронта» (из 30 человек). До 12 июня 2016 года являлся координатором ЛФ по агитационно-пропагандистской работе.
Делегат Учредительного съезда политической партии «Российский Объединённый Трудовой Фронт (также «РОТ фронт» или «Трудовой фронт»), состоявшегося в Москве 22 февраля 2010 года. В июле того же года партия подала заявку в Министерство юстиции. Партии отказали в регистрации шесть раз в течение 2010—2011 годов. Избирался первым секретарём регионального отделения РОТ Фронта, впоследствии сложил полномочия из-за снижения активности партии.
После начала массовых протестов в декабре 2011 года стал одним из организаторов массовых акций в Ростове-на-Дону, получивших в масштабе страны название «снежной революции».
Поддержал идею создания Координационного Совета оппозиции как единого коалиционного штаба протестных сил, вошёл в состав регионального выборного комитета по выборам в КС. В августе 2012 года Рязанцев выступил одним из организаторов автопробега и митинга «Белый поток» в Ростов-на-Дону (с участием Ильи Пономарёва). Однако после итогов голосования и увиденной трансляции первого заседания совета оппозиции отнёсся к нему отрицательно.
В начале 2013 года разошёлся во взглядах с Сергеем Удальцовым, критиковал его за союз с «одиозными» либералами: Немцовым, Пархоменко, Рыжковым, договорённости о поддержке Геннадия Зюганова на президентских выборах, встречу с Дмитрием Медведевым и «поход» в Государственную Думу, активное участие в Координационном Совете оппозиции.
В августе 2013 года Рязанцев начал кампанию борьбы с «социальными нормами» и против необоснованного повышения тарифов на электроэнергию.
Делегат Учредительного съезда Объединённой коммунистической партии, состоявшегося в Москве 15 марта 2014 года. Избирался в партийный центральный комитет, в июле 2015 года вышел из партии в связи с расхождением по ряду вопросов.
В июле 2015 года, в процессе по «делу Сенцова и Кольченко» попытался выступить в качестве общественного защитника Александра Кольченко, однако суд данное ходатайство отклонил.
12 июня 2016 года Владислав Рязанцев сообщил о прекращении своего участия в Левом Фронте.
10 января 2017 года на Владислава Рязанцева было совершено нападение ультраправых экстремистов в центре Ростова-на-Дону. 12 января 2017 года было возбуждено уголовное дело по факту нападения на Рязанцева по статье 116 УК РФ «Нанесение побоев». В марте 2018 года был вынесен приговор по делу против четверых активистов запрещенного ультраправого движения «Misanthropic Division»: суд признал всех четверых виновными в зависимости от участия каждого по статье 116 УК («Побои»), части 2 статьи 282.2 УК и части 1.1 статьи 282.2 («Вовлечение в деятельность экстремистской организации») и приговорил их к разным срокам лишения свободы
В апреле 2022 года ЕСПЧ признал, что российские власти нарушили права Владислава Рязанцева и ростовского активиста Павла Нагибина, и постановил, что Россия обязана выплатить им 9,2 тысяч евро компенсации. Суд отметил нарушение ряда прав: необоснованное задержание, право на свободу выражения своего мнения, а также право на свободу собрания.

## Взгляды
Рязанцев выступает за построение в России социализма, считает, что в «новом» обществе, помимо базовых социальных преобразований, сейчас реально достижимы такие прогрессивные шаги как добровольная армия, необязательный труд, обеспечение всех граждан России минимально необходимым для жизни пособием и т. д. Выступает за прямую демократию вместо представительной, упразднение поста президента, создание свободно избранных представительных органов.

## Аресты и задержания
По словам Владислава Рязанцева, он более тридцати раз подвергался задержаниям на митингах и демонстрациях, а также административным арестам.
Так, в день первых протестных акций против итогов выборов в Государственную думу 6 декабря 2011 года он был задержан и приговорен к 5-суточному аресту. В спецприемнике Рязанцев объявил сухую голодовку.
26 февраля 2012 года был задержан сотрудниками уголовного розыска в районе своего дома после проведения митинга «За честные выборы». 2 марта мировой судья Сергеева приговорила его к 10 суткам ареста. Рязанцев объявил о сухой голодовке.
Рязанцев был главным организатором акции в Ростове-на-Дону в поддержку «Марша миллионов» 6 мая 2012 года. 1 мая Рязанцева задержали на одной из ростовских улиц. 2 мая он был осужден судом на десять суток за «неподчинение законным распоряжениям сотрудников полиции и мелкое хулиганство».
В декабре 2013 года Рязанцев выступил инициатором кампании по бойкоту Олимпиады в Сочи, являлся одним из администраторов группы «Бойкот Олимпиады-2014» в социальной сети «ВКонтакте». Вечером 19 января 2014 года, перед ростовским этапом эстафеты Олимпийского огня оперативники ЦПЭ нашли и задержали Рязанцева. 21 января судья Советского райсуда Ростова-на-Дону Елена Армист приговорила координатора Левого Фронта к 15 суткам административного ареста.
В мае 2015 года в отношении Владислава Рязанцева следственным отделом по Ворошиловскому району Ростова-на-Дону была начата доследственная проверка по признакам статьи 282 УК РФ «Возбуждение ненависти либо вражды, а равно унижение человеческого достоинства». Поводом для проверки стал ролик на английском языке, размещенный в соцсети «ВКонтакте» пользователем с ником «Владислав Рязанцев» в феврале 2014 года. Видеоматериал, представляющий собой обращение кибергруппы «Анонимы Кавказа», был впоследствии признан экстремистским. Однако доследственная проверка завершилась отказом в возбуждении уголовного дела: следователи постановили, что в действиях Рязанцева отсутствовал состав преступления.

## Личная жизнь

### Доходы
Рязанцев работал журналистом в различных изданиях. С марта 2015 года до февраля 2022 года работал корреспондентом интернет-СМИ «Кавказский узел», также сотрудничал с изданиями «Грани.ру», «Медиазона», «Крым.реалии», «Крымская солидарность», «Open Democracy» и другими.

### Хобби
Рязанцев увлекается игрой на бас-гитаре, пишет стихи, в 2010 году был участником поэтического сборника «Пока горит зелёный…».

### Семья
Политик женат на экс-активистке «Левого фронта», художнице Анне Евченко (1985 г.р.), на которой женился в 2016 году. Евченко была руководителем пресс-службы «Левого блока». 